# HD192687
HD192687 — хімічно пекулярна зоря спектрального класу A1, що має видиму зоряну величину в смузі V приблизно  9,2.
Вона  розташована на відстані близько 3076,9 світлових років від Сонця.

## Пекулярний хімічний склад
Зоряна атмосфера HD192687 має підвищений вміст 
Si
.